# Elżbiecin (Rusy)
Elżbiecin (PGR Rusy) – nieoficjalna nazwa części wsi Rusy w Polsce położona w województwie warmińsko-mazurskim, w powiecie braniewskim, w gminie Braniewo.
Znajduje się w historycznym regionie Warmia. Do 1954 w granicach Braniewa. W latach 1975–1998 miejscowość administracyjnie należała do województwa elbląskiego.
W miejscowości działało Państwowe Gospodarstwo Rolne.
Inne miejscowości o nazwie Elżbiecin: Elżbiecin